# Glissement de terrain du Chambon
Le glissement de terrain du Chambon est un éboulement de roches actif depuis avril 2015, situé en France, en Isère, au-dessus du lac du Chambon, sur la commune de Mizoën.

## Géographie

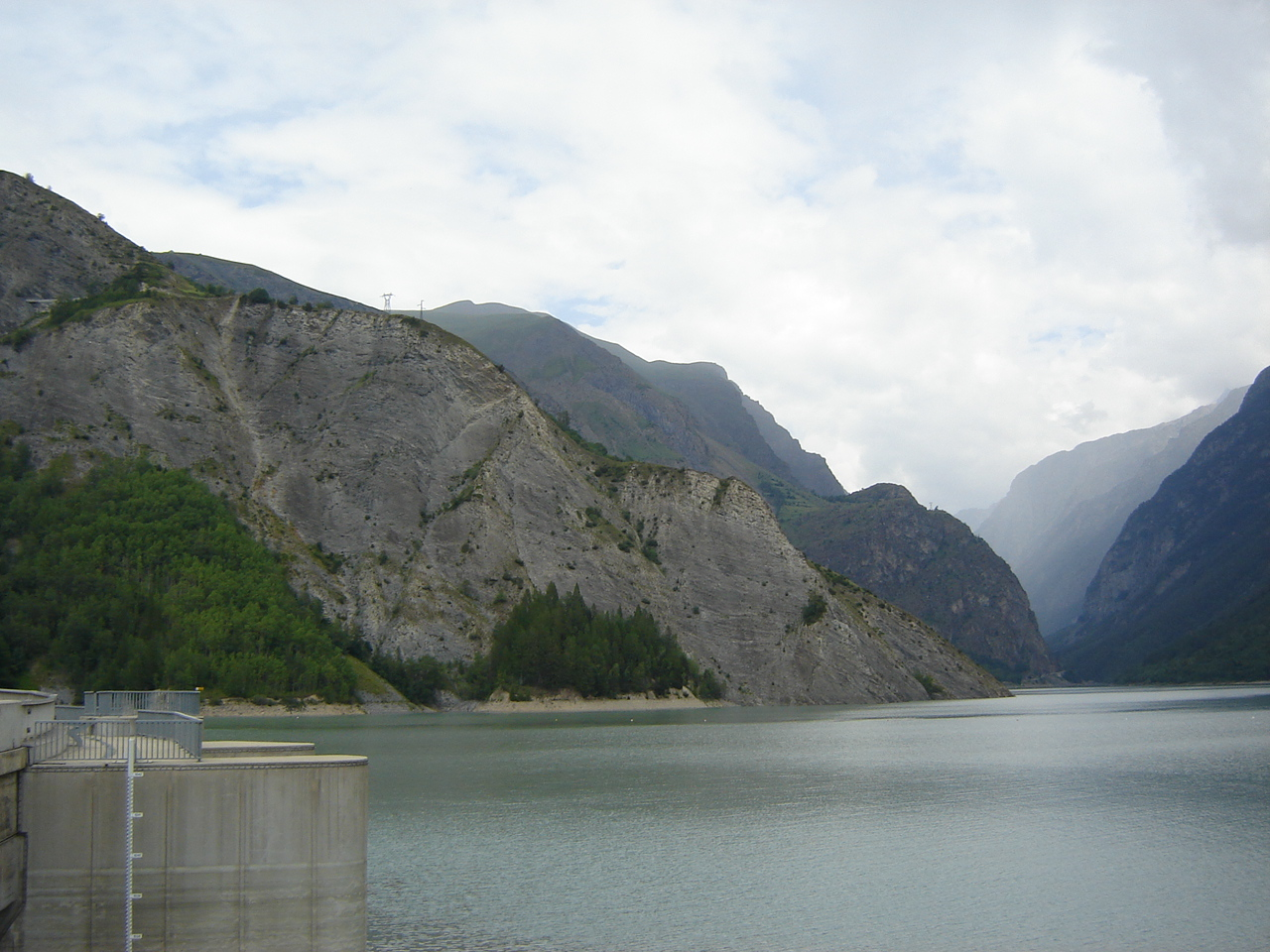
Vue depuis le barrage du Chambon du lac de retenue et de l'éperon rocheux que traverse le tunnel : le glissement de terrain se trouve derrière l'arête.

Le glissement de terrain est situé dans les Alpes françaises, dans le Sud-Est du département de l'Isère, sur la commune de Mizoën, juste en aval des hameaux des Aymes et de Singuigneret. Il affecte une portion de 280 mètres de longueur pour 100 mètres de largeur du flanc méridional d'un sommet du massif des Arves, juste à l'est d'un éperon rocheux qui plonge dans le lac du Chambon situé en contrebas. Le volume de roche affecté par les mouvements de terrain est estimé à 800 000 m3, soit 2 millions de tonnes ; ces roches sont des schistes noirs relativement friables.
Le bloc rocheux mis en jeu dans le glissement est traversé par le tunnel du Chambon emprunté par la route départementale 1091. Le tunnel est endommagé par le phénomène, et son intégrité physique est fortement remise en cause avec l'apparition de fissures et d'affaissements de la route et de la voute, obligeant les autorités locales à fermer cette portion routière dès la découverte du phénomène géologique.
Depuis sa découverte, la vitesse du glissement augmente, confirmant les craintes d'un éboulement, massif ou par phases, dans le lac de retenue situé en contrebas. Un tel scénario ne présenterait cependant aucun danger pour le barrage ni les populations situées en aval. La vague de 1,5  à   4 mètres de hauteur engendrée par la masse de matériaux entrant dans le lac se dirigerait en effet vers la rive opposée, inhabitée et ne faisant l'objet d'aucun enjeu économique, et n'affecterait le barrage que par rebond,. Ces vagues sont en revanche un risque important pour la navigation.

## Histoire

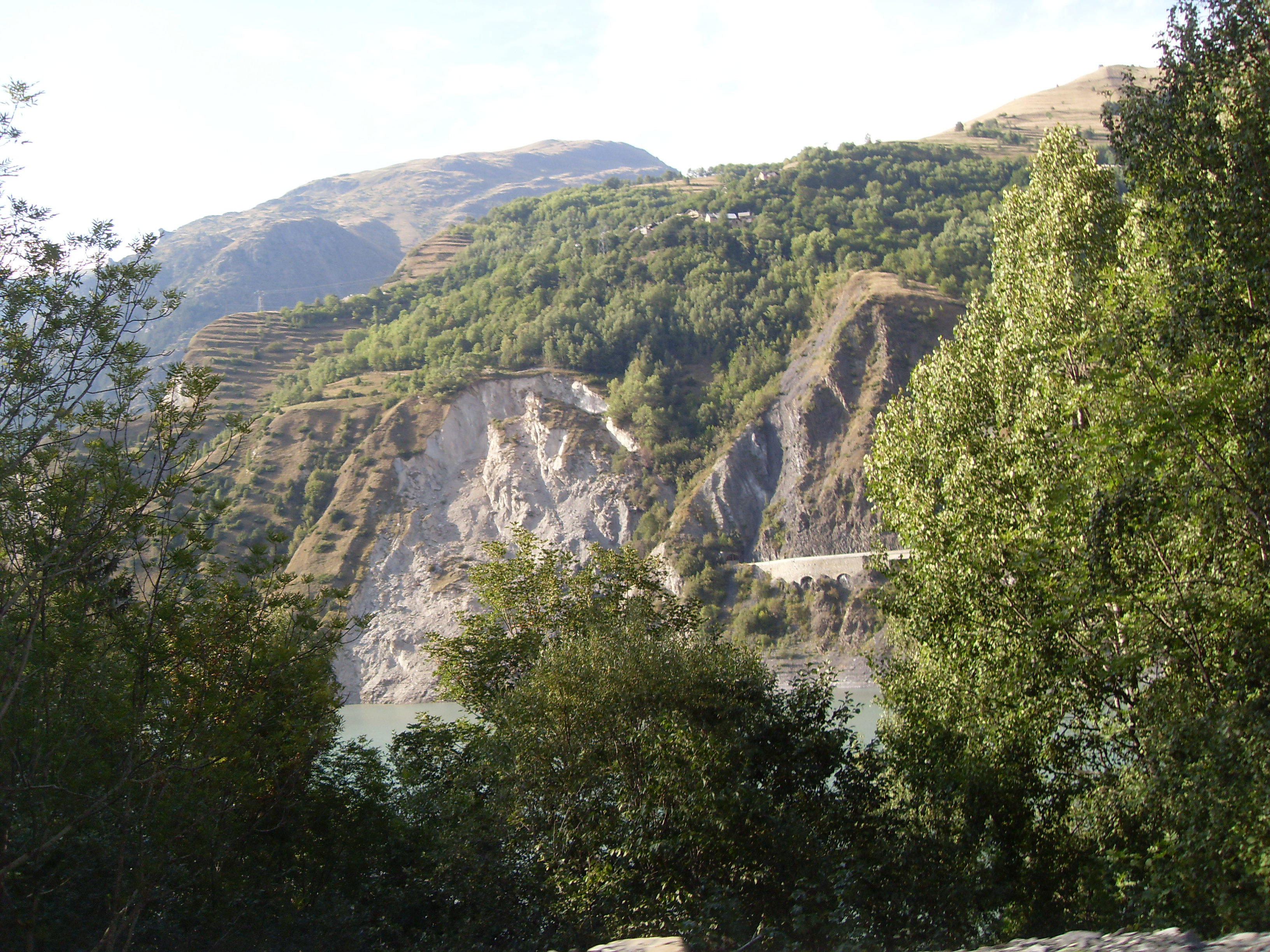
L'entrée Est du tunnel et le glissement de terrain vus depuis la route de secours RS1091 le 28 août 2016.

Le glissement de terrain a vraisemblablement commencé quelques années avant sa découverte au printemps 2015 mais avec une vitesse ne dépassant pas quelques centimètres par an, ce qui explique qu'il soit passé inaperçu jusqu'à cette date. Début mai 2015, des fissures sont découvertes dans le tunnel du Chambon et sont rapidement interprétées comme des conséquences du mouvement du substratum rocheux. Des signes du mouvement sont alors mis en évidence en surface au-dessus du tunnel, avec des fissures dans le sol.
Les études entreprises concluent rapidement qu'une intervention humaine, que ce soit pour stopper ou pour accélérer le mouvement de terrain, se révélerait inefficace. La route et le tunnel sont donc fermés le 10 mai pour laisser faire le glissement de terrain jusqu'à sa stabilisation. Le trajet de la 20e étape du Tour de France 2015 qui devait passer par le tunnel le 25 juillet est par conséquent modifié. Moins anecdotiquement, les habitants de la haute vallée de la Romanche, notamment ceux du village de la Grave dont l'activité est fortement liée au tourisme, sont coupés du bassin grenoblois. Leurs  autres voies d'accès routières, en direction de Briançon ou de la Maurienne, passent par les cols du Lautaret et du Galibier. Le premier peut occasionnellement être fermé après une grosse chute de neige, isolant alors complètement la vallée. Le second l'est plusieurs mois par an chaque hiver, obligeant alors à un détour encore plus long par le col de la Croix-Haute ou par l'Italie.  Des navettes héliportées sont mises en place pour les habitants, en attendant qu'un itinéraire d'urgence par la rive gauche du lac soit aménagé. Ce dernier devient opérationnel en novembre mais il est exposé aux avalanches, et devra donc probablement être fréquemment fermé en hiver.
Fin juillet 2015, alors que l'écroulement principal attendu au début du mois n'a toujours pas eu lieu, le niveau du lac est progressivement relevé de 10 mètres sur 15 jours afin de déstabiliser la base du décrochement. Vers la fin de la nuit du 26 au 27 juillet, 400 000 m3 de roches ont glissé dans le lac, laissant une masse rocheuse instable de 200 000 m3 sur le versant de la montagne.
En 2017, le tunnel traversant la montagne sous le glissement de terrain fait l'objet de travaux ; la réouverture définitive de celui-ci et de la route départementale 1091 a lieu le 15 décembre 2017.